# Bell-szám

5 objektum összes lehetséges (52) osztályozása

A kombinatorikában az Eric Temple Bellről elnevezett n-edik Bell-szám egy n elemű halmaz lehetséges osztályozásainak száma. A Bn-nel jelölt n-edik Bell-szám egyúttal egy n elemű halmaz ekvivalenciarelációinak száma. Például B3 = 5, mert az {a, b, c} háromelemű halmaznak 5 osztályozása van:
{ {a}, {b}, {c} }
{ {a}, {b, c} }
{ {b}, {a, c} }
{ {c}, {a, b} }
{ {a, b, c} }

## Bell-számok
A sorozat első elemei a nulladik tagtól kezdődően:
1, 1, 2, 5, 15, 52, 203, 877, 4140, 21147, 115975, 678570, … (A000110 sorozat az OEIS-ben)

## Összefüggések
A Bell-számokat a másodfajú Stirling-számok összegzésével kapjuk:
{\displaystyle B_{n}=\sum _{k=0}^{n}S(n,k).}
A Bell-számokra vonatkozó rekurzív képlet:
{\displaystyle B_{n+1}=\sum _{k=0}^{n}{{n \choose k}B_{k}}.}
Érvényes továbbá a következő formula:
{\displaystyle B_{n}={\frac {1}{e}}\sum _{k=0}^{\infty }{\frac {k^{n}}{k!}}\,} (Dobiński 1877)
A Bell-számok aszimptotikus nagyságrendje:
{\displaystyle B_{n}\sim {\frac {1}{\sqrt {n}}}\lambda _{n}^{n+{\frac {1}{2}}}e^{\lambda _{n}-n-1},} ahol {\displaystyle \lambda _{n}\ln \lambda _{n}=n.}
A Bell-számok sorozatának exponenciális generátorfüggvénye:
{\displaystyle \sum _{n=0}^{\infty }B_{n}{\frac {x^{n}}{n!}}=\exp(\exp(x)-1).}

## Bell-háromszög
A Bell-háromszög a Pascal-háromszöghöz hasonló elrendezésű ábra, amely a Bell-számok egyszerű kiszámolását adja. Egyéb elnevezései Aitken-sorozat vagy Peirce-háromszög Alexander Aitken és Charles Sanders Peirce után. Jelen esetben a bal szélső sor tartalmazza a Bell-számokat, a jobb szélső eggyel előrébb jár.
```
1
1     2
2     3     5
5     7     10    15
15    20    27    37    52
52    67    87    114   151   203

Bell háromszög készítése

203   255   322   409   523   674   877
```

### Bell-háromszög rajzolásának lépései
1. Az első sorban egy egyes van.
2. Vesszük a következő sort. (n növelése 1-gyel)
3. Az n. sor 1. eleme egyenlő az n-1. sor utolsó elemével.
4. Az n. sor minden elemére (m=2,...,n):
  - Az n. sor m. eleme egyenlő az n. sor m-1. és az n-1. sor m-1. elemének összegével.
5. Vissza a 2. lépésre.